# 君の唄(キミノウタ)/答
『君の唄（キミノウタ） / 答』（きみのうた / こたえ）は、阿部真央の17枚目のシングル。2019年5月8日にポニーキャニオンから発売された。

## 概要
前作『変わりたい唄』から約7カ月ぶりのシングルであり、『貴方が好きな私 / boyfriend』以来の両A面シングルであり、10周年イヤーに発売されたシングル第1弾である。
「君の唄（キミノウタ）」は、映画『チア男子!!』の主題歌。「答」はTOKYO MXなどで放送されたテレビアニメ『消滅都市』のオープニングテーマになっており、ダブルタイアップとなっている。「君の唄（キミノウタ）」は、原作小説を読み、チアリーディングの練習や撮影を実際に見学し、映画のために書き下ろした楽曲となっており、「答」は、アニメ制作チームのオファーに加え、アニメのプロデューサーの言葉を阿部が自分なりに解釈して制作された楽曲となっている。
君の唄（キミノウタ）盤、答盤の2種類の仕様でリリースされ、表題曲の収録順の違いの他、答盤はオリジナルアニメジャケット仕様のジャケットとなっており、「答（TV SIZE）」が収録されている

## 収録曲
| 全作詞・作曲: 阿部真央。 |                          |          |            |          |
| #                        | タイトル                 | 作詞     | 作曲・編曲 | 編曲家   |
| 1.                       | 「君の唄（キミノウタ）」 | 阿部真央 | 阿部真央   | akkin    |
| 2.                       | 「答」                   | 阿部真央 | 阿部真央   | akkin    |
| 3.                       | 「Flyaway」              | 阿部真央 | 阿部真央   | 阿部真央 |

| 全作詞・作曲: 阿部真央。 |                          |          |            |          |
| #                        | タイトル                 | 作詞     | 作曲・編曲 | 編曲家   |
| 1.                       | 「答」                   | 阿部真央 | 阿部真央   | akkin    |
| 2.                       | 「君の唄（キミノウタ）」 | 阿部真央 | 阿部真央   | akkin    |
| 3.                       | 「Flyaway」              | 阿部真央 | 阿部真央   | 阿部真央 |
| 4.                       | 「答（TV SIZE）」        | 阿部真央 | 阿部真央   | 阿部真央 |